# Jairo do Nascimento
Jairo do Nascimento, noto semplicemente come Jairo ed in Brasile come Pantera Negra (Joinville, 23 ottobre 1946 – Curitiba, 6 febbraio 2019), è stato un calciatore brasiliano di ruolo portiere.

## Palmarès

### Club
- Campionato brasiliano: 2

Fluminense: 1970
Coritiba: 1985
- Campionato Carioca: 2

Fluminense: 1969, 1971
- Taça Guanabara: 2

Fluminense: 1969, 1971
- Campionato paulista: 2

Corinthians: 1977, 1979
- Campionato Paranaense: 6

Coritiba: 1972, 1973, 1974, 1975, 1976, 1986
- Torneio do Povo: 1

Coritiba: 1973